# Erlenbach (Blankenbach)
Erlenbach (auch Erlenbach a.d.Kahl) ist ein Gemeindeteil der Gemeinde Blankenbach im unterfränkischen Landkreis Aschaffenburg in Bayern.

## Geographie
Das Dorf Erlenbach liegt am Rande des Spessarts auf 200 m ü. NHN und hat 141 Einwohner (Stand 2010). Erlenbach befindet sich im mittleren Kahlgrund an der Staatsstraße 2305 zwischen Kaltenberg und Kleinblankenbach.

## Name
Seinen Namen hat Erlenbach vom Erlenbach, der durch den Ort der Kahl zufließt.

## Geschichte
In der zweiten Hälfte des 13. Jahrhunderts wurde Erlenbach im Eppsteinschen Lehensverzeichnis zum ersten Mal erwähnt. Damals stand auf der Gemarkung des heutigen Dorfes nur ein einzelner Hof mit dazugehörigen Feldern rechts des Erlenbaches.
Am 1. Juli 1862 wurde das Bezirksamt Alzenau gebildet, auf dessen Verwaltungsgebiet Erlenbach lag. 1939 wurde wie überall im Deutschen Reich die Bezeichnung Landkreis eingeführt. Erlenbach gehörte nun zum Landkreis Alzenau in Unterfranken (Kfz-Kennzeichen ALZ). 1966 wurde Erlenbach Teil der neu gebildeten Gemeinde Blankenbach. Mit Auflösung des Landkreises Alzenau im Jahre 1972 kam Erlenbach in den neu gebildeten Landkreis Aschaffenburg (Kfz-Kennzeichen AB).